# Antonio Arrufat
Antonio Ernesto Arrufat Gascón (La Cerollera, 1954) es un político español , militante del Partido Socialista Obrero Español (PSOE) en la provincia de Teruel, donde ha sido alcalde, presidente de la diputación provincial y senador.

## Biografía
Natural de La Cerollera, en la zona catalanoparlante de la provincia de Teruel, es veterinario y ha ocupado diversos puestos agropecuarios en la provincia. En ellos destacó por su participación en asociaciones ganaderas ovinas y caprinas, en las denominaciones de origen de jamón de Teruel y ternasco de Aragón y en la política agropecuaria turolense.
De 2003 a 2015 fue alcalde de su localidad natal por el PSOE, cargo que compaginó con otros puestos provinciales. En 2007 fue elegido presidente de la Diputación Provincial de Teruel, cargo que desempeñó hasta 2011. Ese año fue elegido senador por la provincia de Teruel. En 2015 dimitió de su escaño, a falta de dos meses para terminar su legislatura, para pasar a ser delegado territorial del gobierno de Aragón en la provincia de Teruel. 
En 2015 dimitió de sus cargos dentro del «Escándalo del jamón», en el que varios exdirectivos de la denominación de origen jamón de Teruel fueron acusados de irregularidades en la gestión. La causa fue archivada por el juez tras lo que fue reincorporado por el gobierno autonómico de Javier Lambán, volviendo a ser delegado territorial en la provincia de Teruel, En 2019 fue nombrado asesor de la presidencia del gobierno de Aragón para la despoblación.